# Смагина, Алмасарида Георгиевна
Алмасарида Георгиевна Смагина (Усманова) (1915—1999) — советский хозяйственный, государственный и политический деятель.

## Биография
Родилась в 1915 году в таджикской семье, рано потеряв родителей, была удочерена красным партизаном Георгием Смагиным. Член ВКП(б).
С 1928 года — на хозяйственной, общественной и политической работе. В 1928—1930 гг. — сборщица хлопка, жестянщица в небольшой сельской мастерской, трактористка, комбайнёр совхоза «Галла Арал», курсантка Балашовского летного училища, пилот-стахановка Сталинабадского авиаузла Гражданского Воздушного Флота СССР, первая летчица Таджикистана, участница Великой Отечественной войны, формировала 46-й гвардейский ночной бомбардировочный авиационный полк, переведена в 11-й авиационный полк связи ГВФ, где служил погибший муж, пилот самолёта Ил-14, диспетчер службы движения аэропорта Внуково.
Избиралась депутатом Верховного Совета СССР 1-го созыва.
Умерла во Внукове. Урна с прахом захоронена в 18 (закрытом) колумбарии Нового Донского кладбища, зал (секция) № 16, третий ряд снизу, ячейка 311.
Вместе с ней захоронены ее сын, подполковник в отставке Попов Альберт Александрович (26.05.1937 - 05.02.2010) и его жена Попова Евгения Николаевна (1923-2013)